# 馬鬃龍屬
馬鬃龍屬（學名：Equijubus），是鴨嘴龍超科恐龍的一屬，生存於下白堊紀阿普第階的中國西北部。模式標本是被發現於中國甘肅省的馬鬃山。

## 發現語命名
在2000年夏季，一個中國美國聯合挖掘團隊，在甘肅省馬鬃山地區發現一個標本，也是目前的唯一標本。模式種是諾曼馬鬃龍（E. normani），是在2002年由尤海魯在一場演講提到這名稱。屬名在拉丁文意為「馬的鬃毛」，意指化石的發現處馬鬃山；種小名是為紀念英國古生物學家大衛·諾曼（David B. Norman）。但是，在演講提到的名稱並沒有學術上的有效性。在2003年，尤海魯等人正式將化石進行敘述、命名。

## 化石
模式標本（編號IVPP V12534）包含了一個完整的頭顱骨及連接的下頜、9節頸椎、16節背脊及6節薦椎。它是在中國甘肅省馬鬃山新民堡群的河湖相沉積中被發現。
馬鬃龍是種大型鳥腳類恐龍，身長被估計約為7公尺，體重約為2.5公噸。馬鬃龍的化石沒有發現眼瞼骨，顯示牠們生前可能眼睛上方沒有隆起環狀部，不同於其近親。

## 分類
馬鬃龍最初被分類為原始鴨嘴龍科，但後來被改為屬於更原始的禽龍類。發現者認為馬鬃龍是鴨嘴龍類的最早、最原始物種，並認為鴨嘴龍類起源於亞洲。